# Aniba percoriacea
Aniba percoriacea là một loài thực vật]] thuộc họ Lauraceae. Đây là loài đặc hữu của Suriname.